# Bauvorleistung

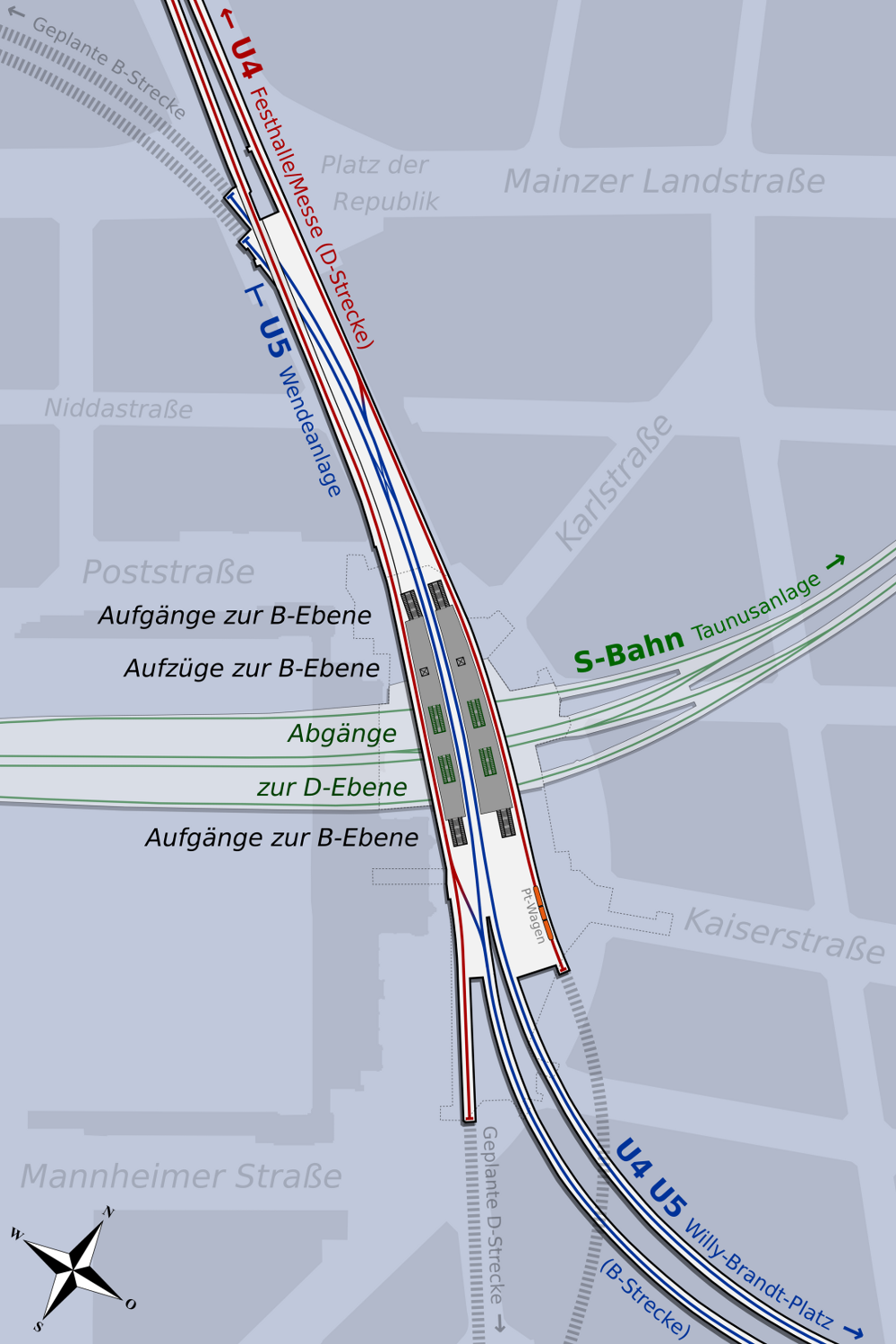
Mehrere Tunnelstutzen als Bauvorleistungen bei der Frankfurter U-Bahn

Eine Bauvorleistung, auch Vorhaltebauwerk, ist ein vorab erstellter Bauteil, der noch nicht genutzt wird. Dies kann bei einem in mehreren Etappen zu realisierenden Projekt erfolgen. Durch eine Bauvorleistung kann auch die grundlegende Option auf zukünftige Erweiterbarkeit gewahrt werden. Die vorgezogene Realisierung, oft nur im Rohbau, kann in Bautechnik, Finanzen oder Nutzung begründet sein.

## Grundlegendes
Im Allgemeinen verursacht der Umbau von Hoch- und Tiefbauten einen merkbaren Eingriff in die Bausubstanz. Neben den Kosten ist die Nutzung im Baustellenbereich eingeschränkt. Wenn potentielle Erweiterungen und Ergänzungen bei der Bauplanung als Optionen schon berücksichtigt worden sind, können Abbrucharbeiten weniger umfangreich ausfallen, der Baustellenbereich vom Bereich der aktuellen Nutzung räumlich getrennt sowie allgemein Aufwand und Kosten bei der Realisierung einer solchen Option erheblich reduziert werden. Bauvorleistungen sind unter anderem bei Verkehrsbauwerken bekannt.
Insbesondere wenn ein erhebliches Einsparpotential im Vergleich geringen Kosten der Vorleistung gegenübersteht, können Bauvorleistungen auch bei einer kleinen Realisierungswahrscheinlichkeit oder Wahrnahme der Optionen in weiterer Zukunft gerechtfertigt sein. Letztlich geht es – wenigstens implizit – darum, ob der Erwartungswert der Gesamtkosten im Mitfall günstiger ist als im Ohnefall. Es kann jedoch widrigenfalls eine Bauruine entstehen.
Auch das Lichtraumprofil einer Bahnstrecke kann unter ähnlichen Gesichtspunkten festgelegt werden. Zwar steigen die Kosten für Tunnel (nichtlinear) mit dem Regelquerschnitt, jedoch sind die Grenzkosten für einen größeren Querschnitt im Allgemeinen deutlich niedriger als die Kosten für spätere Nachrüstung. Auch das spätere Anheben von Brücken ist zumeist teurer, als selbige von vornherein mit größerer lichter Höhe zu bauen. Bei Kanälen wird teilweise ähnlich verfahren – so erlaubt der Main-Donau-Kanal Binnenschifffahrt bis Größenklasse Vb, auch wenn der Main zwischen Bamberg und Wertheim nur das kleinere Europaschiff zulässt. Angesichts des möglichen Ausbaus der Wasserstraße Main wollte man nicht mit eventuell zu knapper Dimensionierung des Kanals ein Nadelöhr auf der gesamten Trasse schaffen.

## Verkehrswege
Die Trassenfreihaltung, auch Freihaltestrasse, Trassenvorhaltung oder Vorhaltetrasse genannt, als Reservierung des Platzes für einen kompletten Verkehrsweg ist Aufgabe der Raumordnung. Bei Verkehrsbauten kann aber Platz für künftige Erweiterungen reserviert werden.

### Eisenbahn

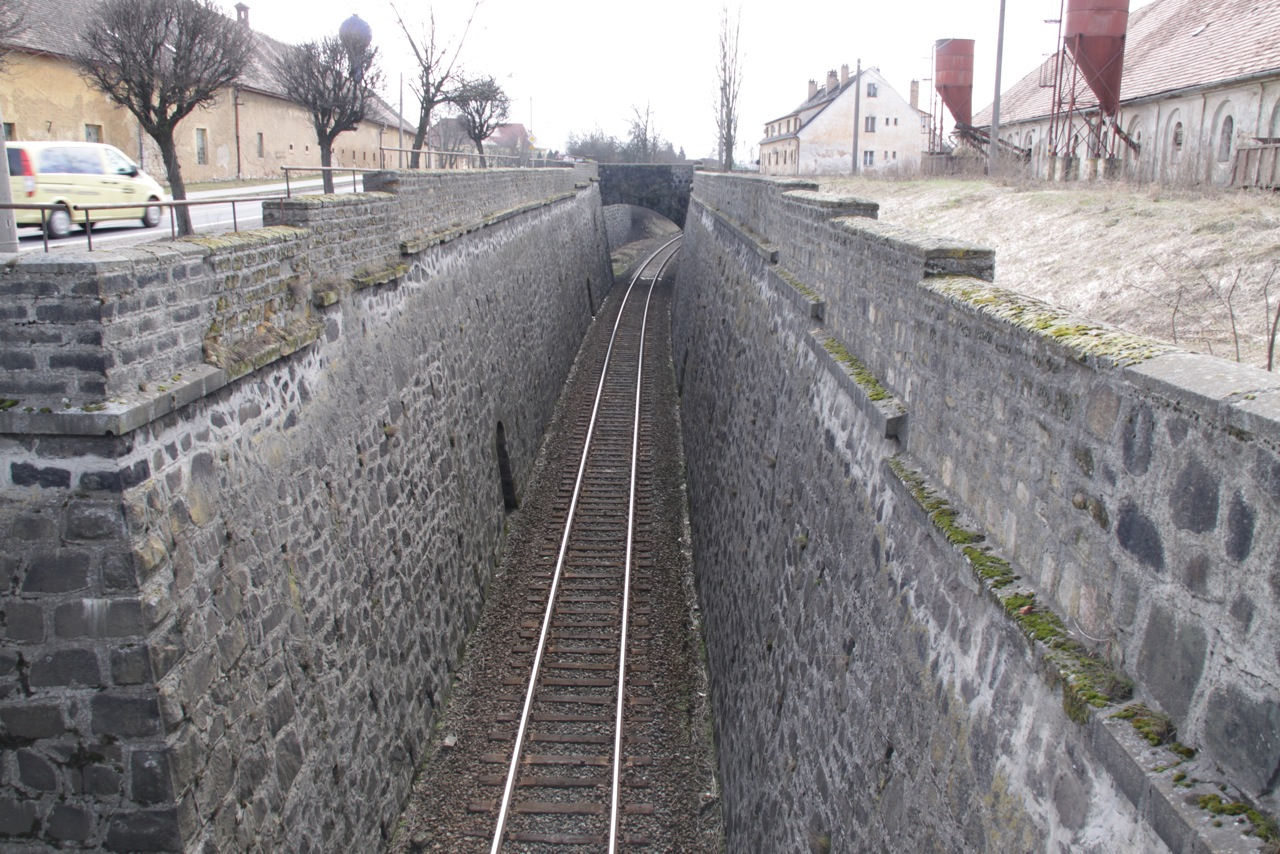
Bahnstrecke Praha-Smíchov–Furth im Wald in Chotěšov, die Brücke im Hintergrund ist schon seit dem Bau der Strecke für ein zweites Gleis vorbereitet

Bauvorleistungen der Eisenbahn sind Flächen, auf denen ein Unterbau (noch) ohne Gleise oder mit nur teilweise errichteten Gleisharfen, aber mit Raum für späteren Bau bzw. spätere Erweiterungen errichtet wurde. Eingleisige Bahnstrecken werden manchmal von vornherein so trassiert, dass eine spätere Ergänzung weiterer Gleise möglich ist. Dies gilt insbesondere für Ingenieurbauten (Brücken und Tunnels) und den Abstand zu umliegenden Gebäuden. Auf der Schnellfahrstrecke Mannheim–Stuttgart sind nördlich des Pfingstbergtunnels die Gleise mit 15 Meter Abstand verlegt; hier besteht die Option, die östliche Riedbahn einzubinden. Ein Beispiel für den Teilausbau eines Bahnhofes ist der Rangierbahnhof München Nord, wo von ursprünglich geplant gewesenen 64 Richtungsgleisen nur 40 errichtet wurden.
Eine mit dem ursprünglich vorgesehenen Verwendungszweck inzwischen in Betrieb genommene Bauvorleistung ist die Trasse der Schienenanbindung des Athener Flughafens. In Belgien wurde auf einem Teil des breiten Mittelstreifens der Autobahn 1 Antwerpen–Brüssel anstelle der ursprünglich vorgesehenen Verbreiterung der Autostraße eine Bahnlinie des Diabolo-Projekts gebaut. Das Teilstück zwischen Machelen und Mechelen wird seit 2012 für die Eisenbahnstrecke 25N genutzt (Teil des Diabolo-Projektes).

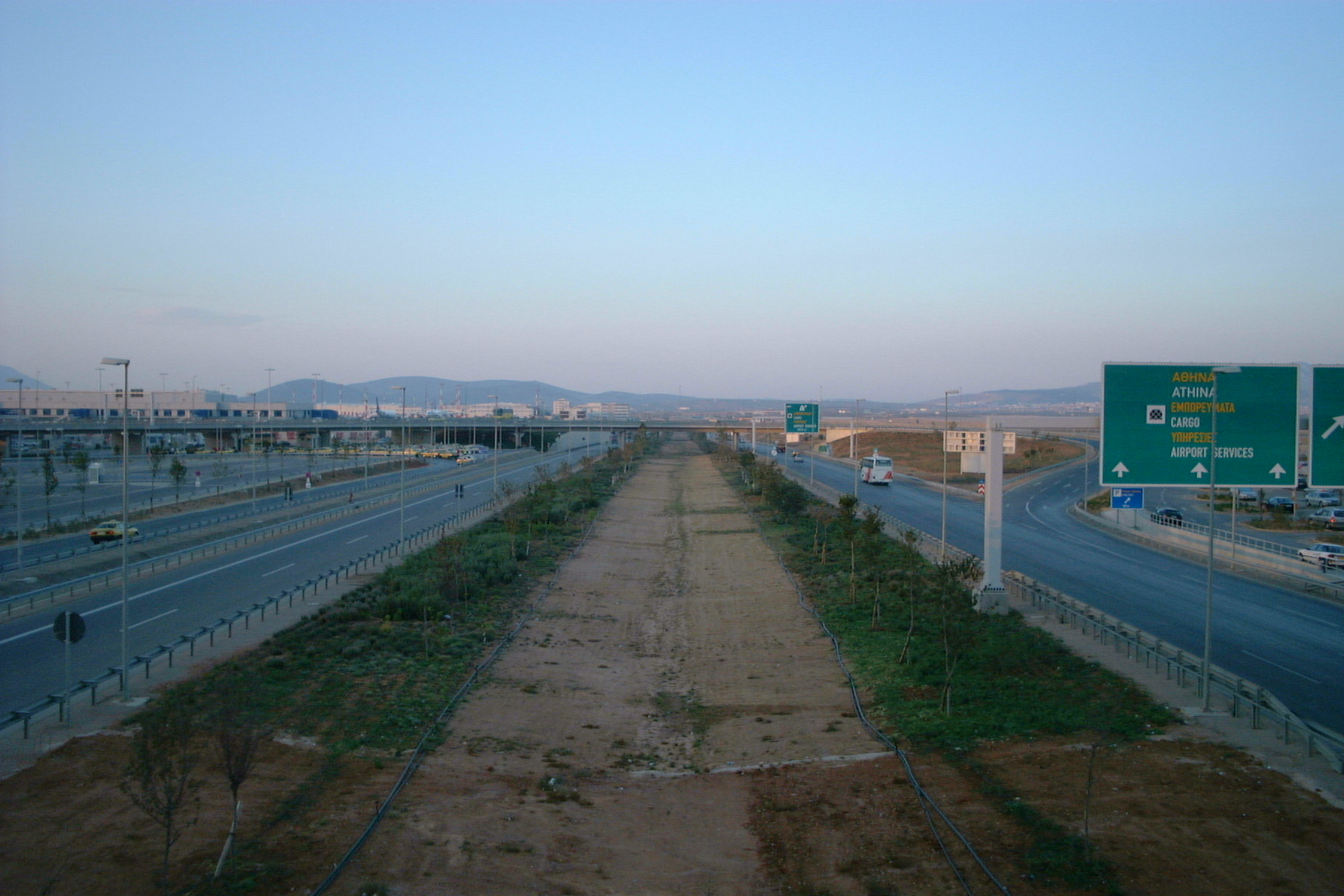
Trasse für Schienenanbindung des Athener Flughafens
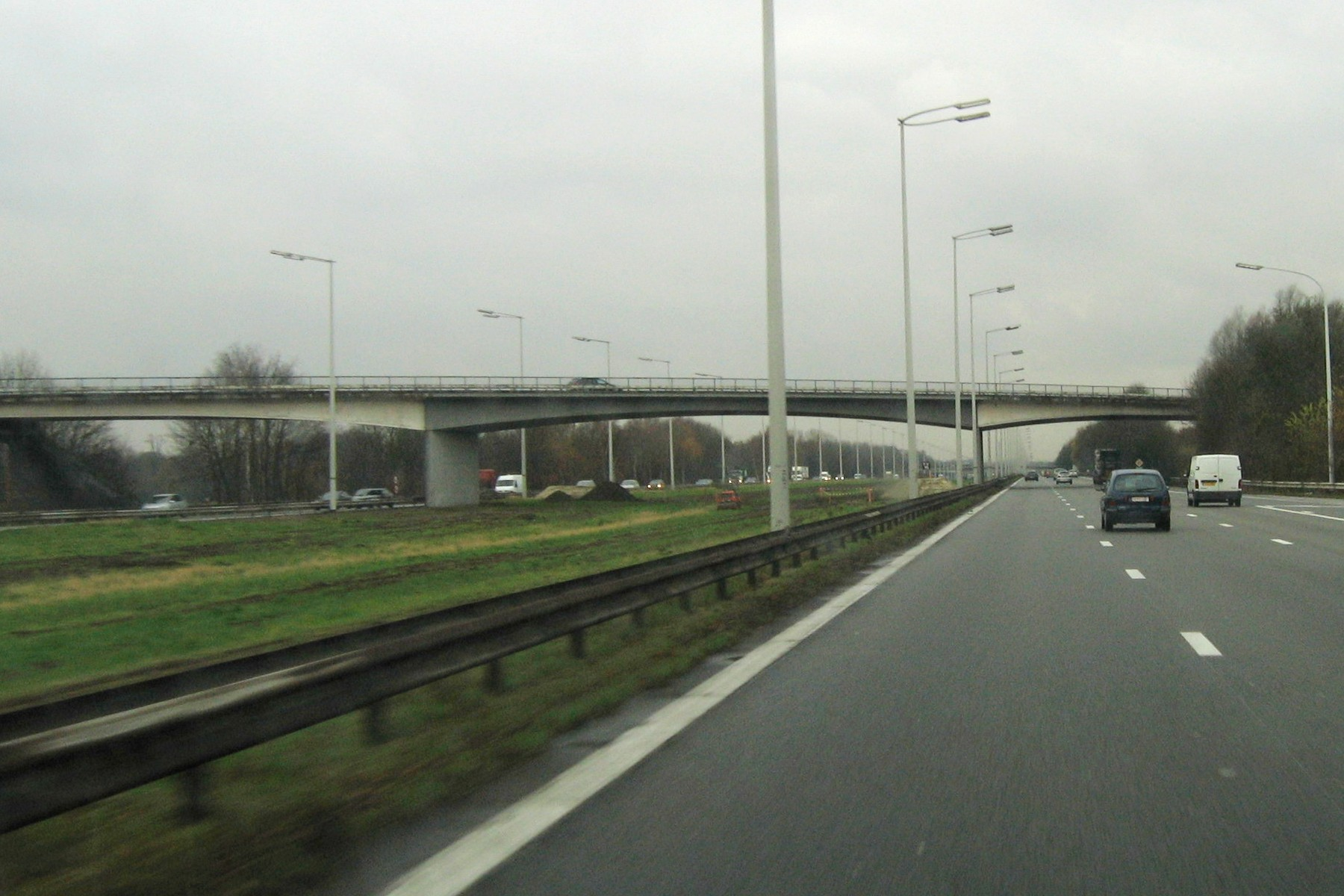
Autobahn A1 von Antwerpen nach Brüssel mit überbreitem Mittelstreifen

### Straßen
Eine Lärmschutzwand an einer Autobahn kann um die Breite einer zusätzlichen Spur zur Seite versetzt sein, Brücken in Spannweite, Breite oder Tragkraft auf Zuwachs dimensioniert sein.
Beispiele sind der breite Mittelstreifen der A 45 südlich des Gambacher Kreuzes für eine Erweiterung von vier auf sechs Fahrstreifen und bei der Autobahn Antwerpen-Brüssel der für einen einmal geplanten Superschnellweg freigelassene Raum im Mittelstreifen.
Des Weiteren kann die geometrische Struktur von Verkehrsbauwerken schon auf Erweiterungen ausgelegt sein. Viele Autobahndreiecke sind nur teilweise ausgebaute Autobahnkreuze. Abgesehen von ggf. noch fehlenden Brücken (siehe So-da-Brücke) und bei teilweise schon vorhandenen Erdarbeiten sind im Prinzip nur noch kleine Ergänzungen vorzunehmen. Beispiele sind die als Autobahnkreuz vorbereiteten Dreiecke Autobahndreieck Würzburg-West und Seligenstädter Dreieck.

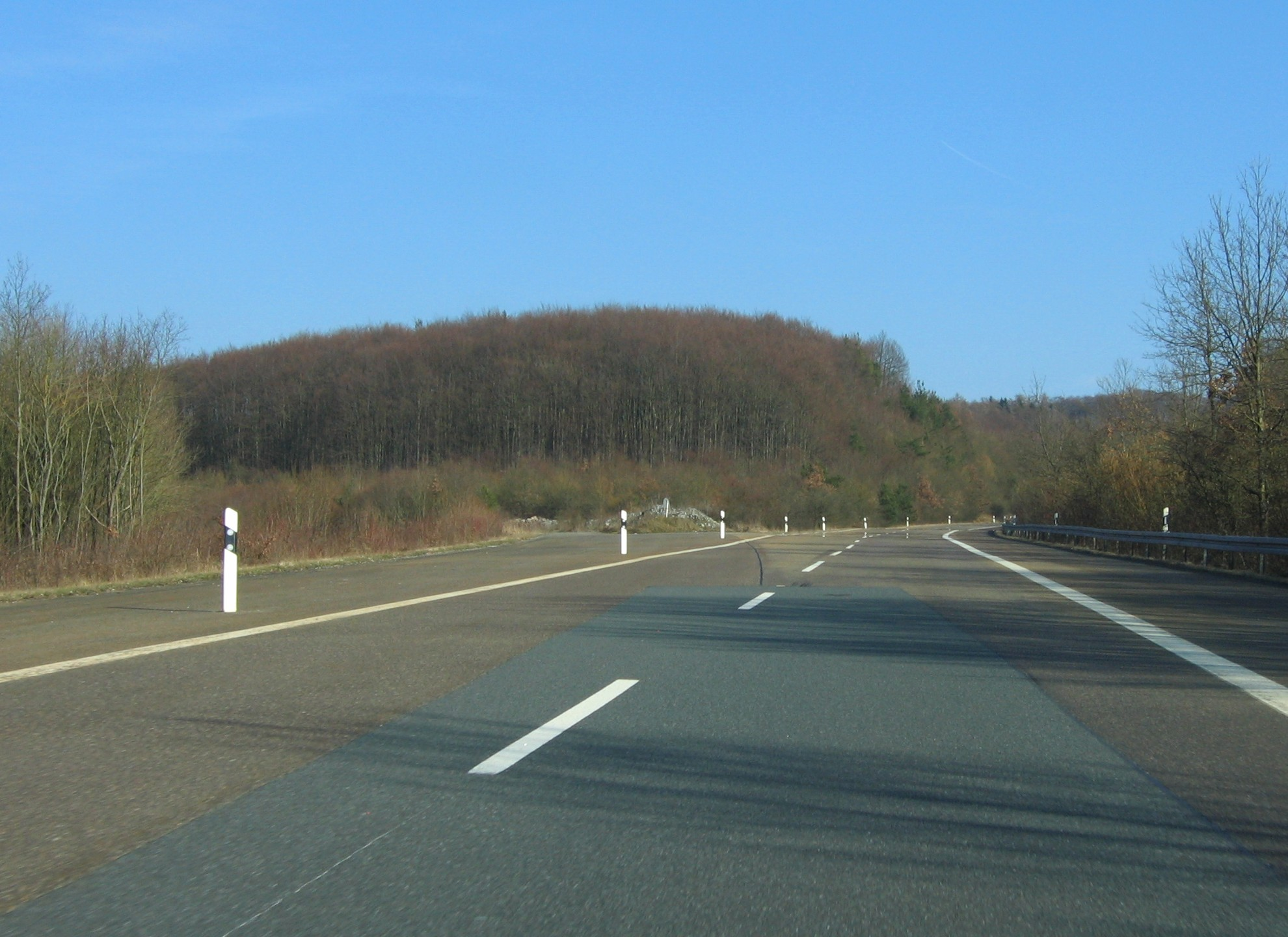
Autobahndreieck Würzburg-West mit Anschlussstutzen für eine Verbindungsspur nach Norden
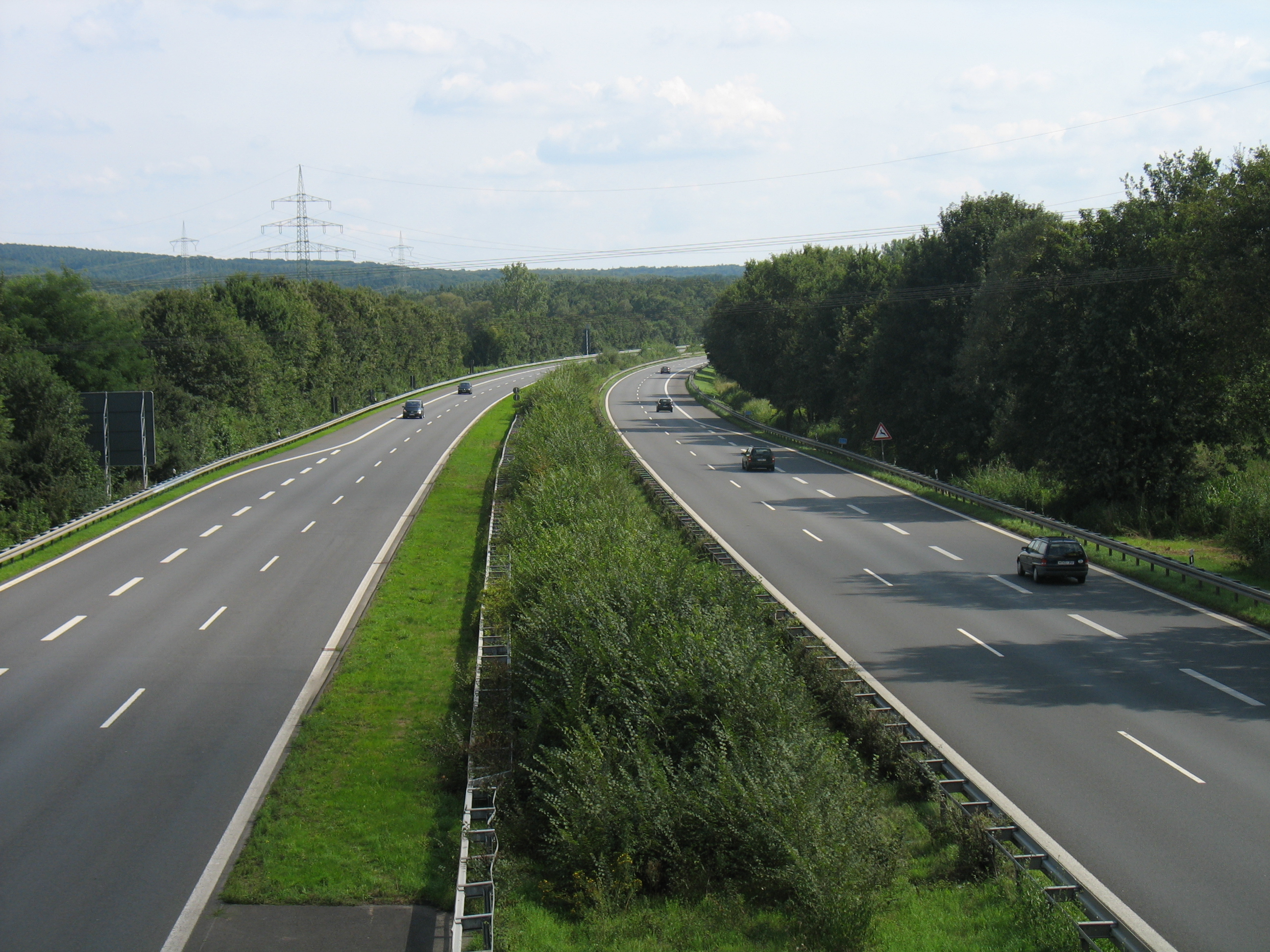
Autobahn A 45 bei Karlstein mit Platz für weitere Fahrspuren im Mittelstreifen
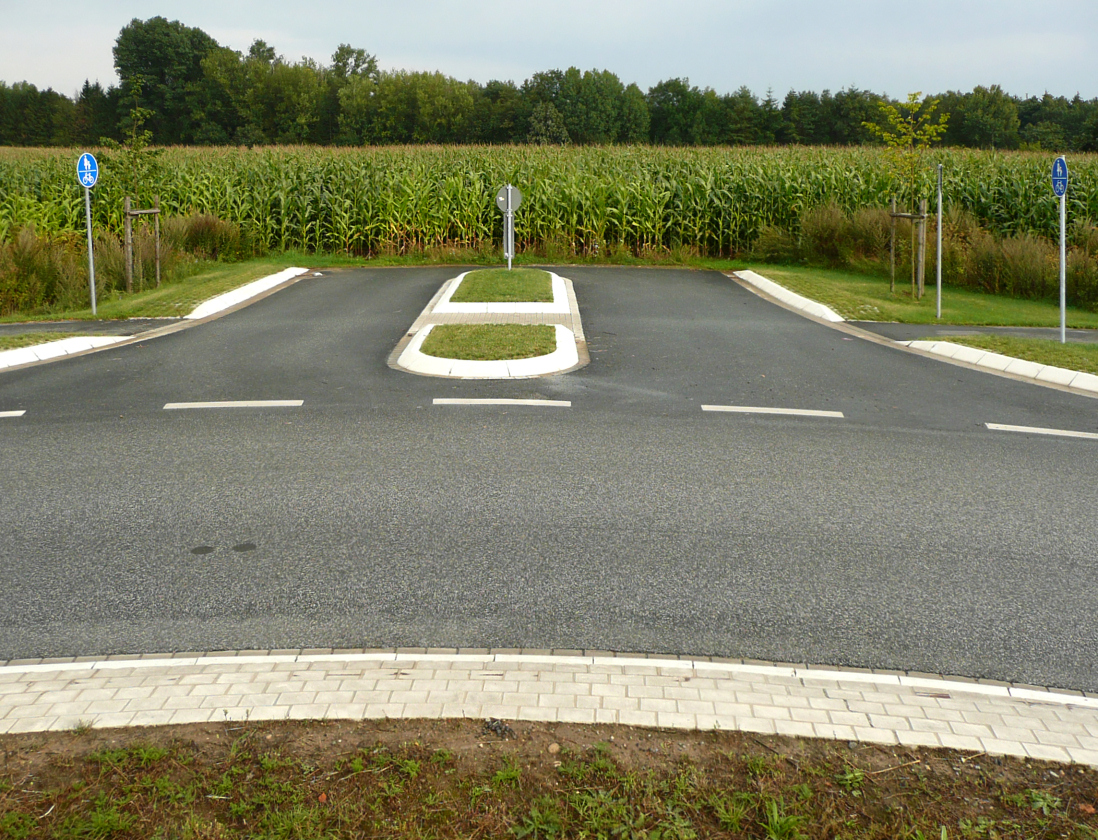
Verkehrskreisel mit Ausfahrt ins Maisfeld
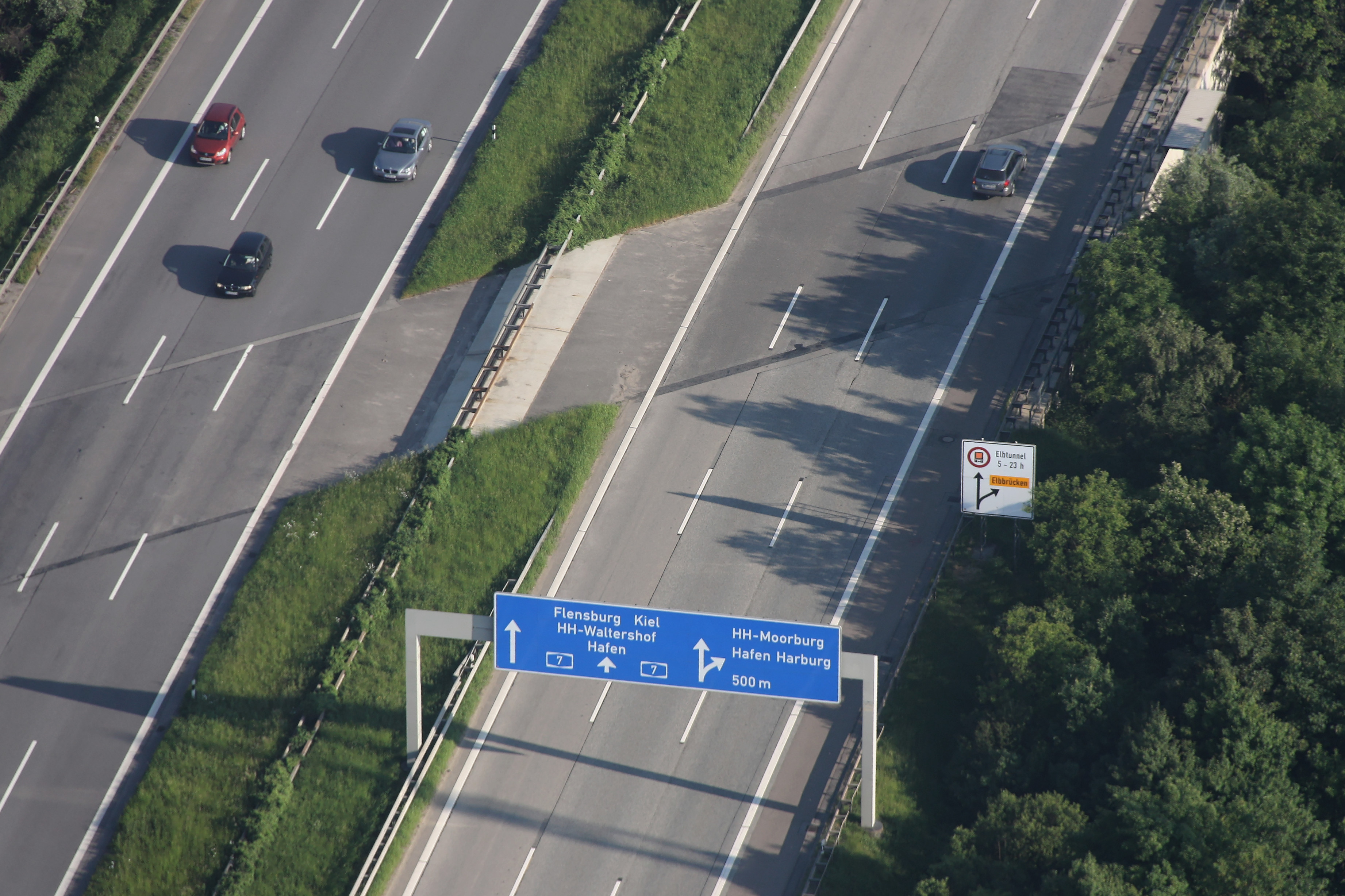
Verbreiterte Brücken, um später die Autobahn (ohne Brückenneubau) um zusätzliche Fahrstreifen zu erweitern

## Bauvorleistung im Hoch- und Tiefbau

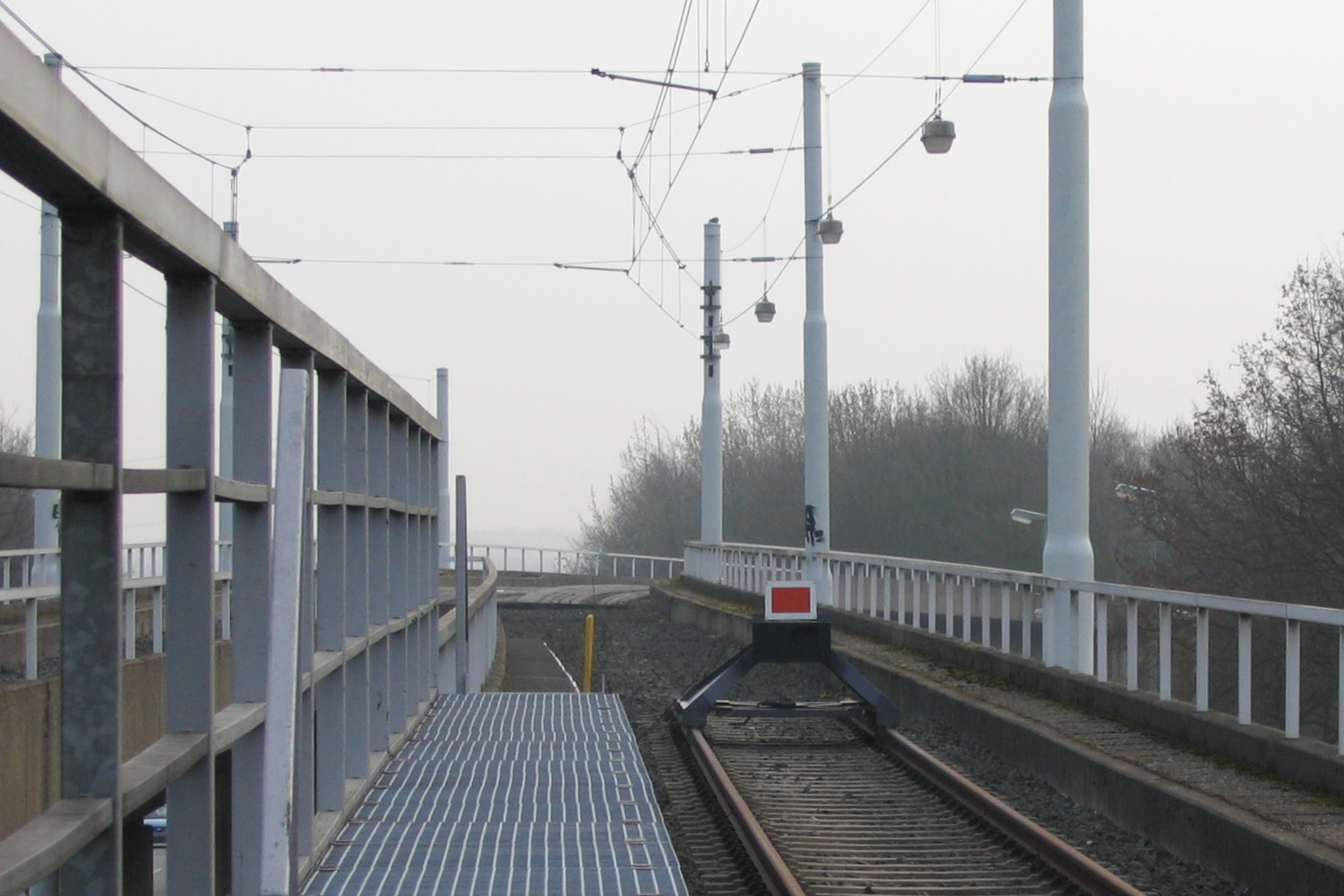
Bestehende Brücke ermöglicht eine zukünftige Weiterführung der Stadtbahn Bochum an der bisherigen Endhaltestelle Hustadt

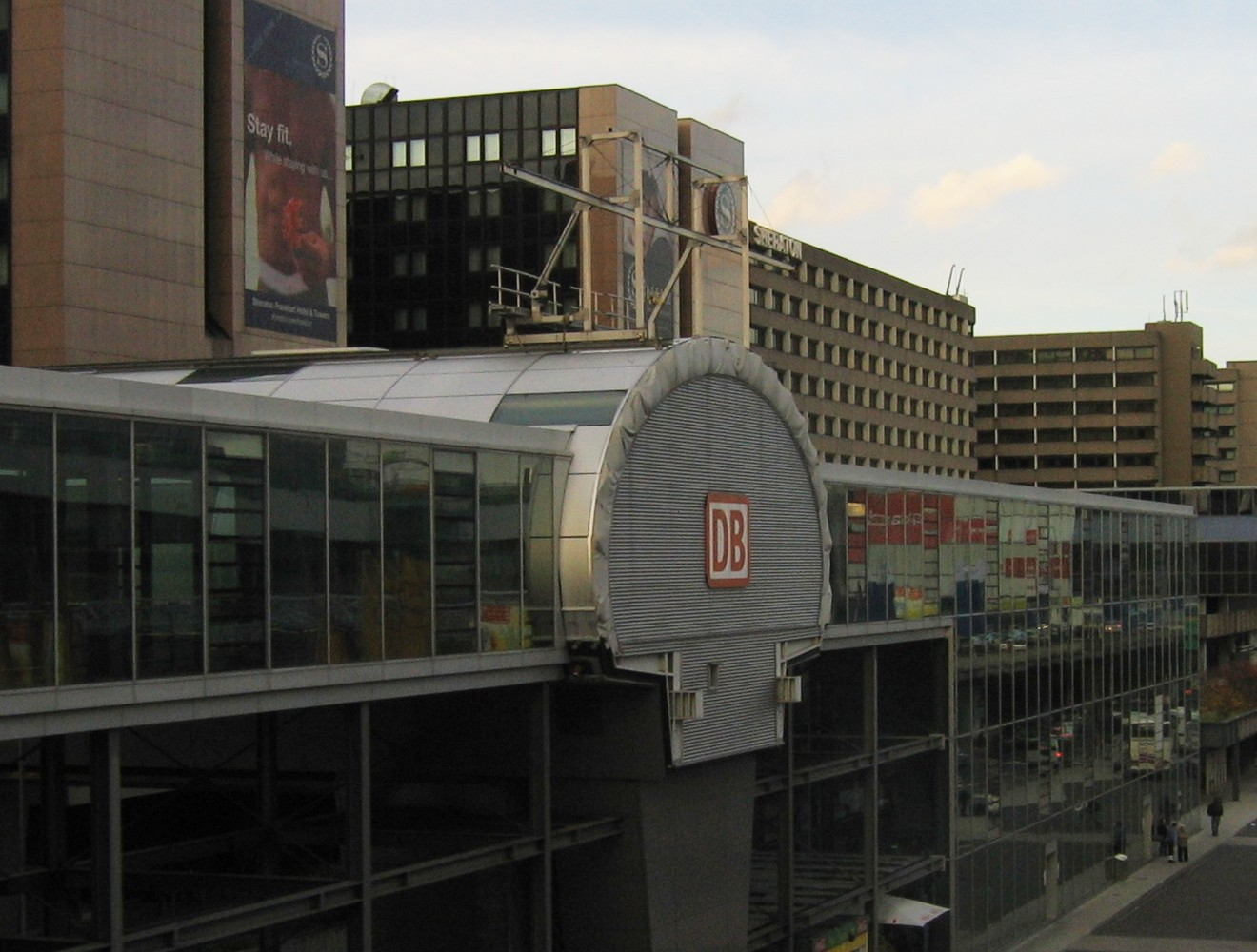
Vorbereiteter Anschluss für eine Fußgängerpassage am Flughafen Frankfurt, zum Fernbahnhof und The Squaire

Bei Brücken ist die Auslegung von Widerlagern, Fundamenten und Pfeilern für breiteres Tragwerk oder höhere Last bekannt. Die Erweiterung von Brücken unter Aufrechterhaltung des Verkehrs ist möglich, wenn die Arbeiten nicht auf der Verkehrsebene stattfinden. Bei Neubau auf bestehender Trasse kann eine Brücke nahebei erstellt werden und dann eingehoben oder eingeschoben werden. Bauvorleistungen können in der Form eines vollständigen Bauwerks erfolgen, welches vorerst nur in Teilen befahren wird.
Tunnelbauwerke müssen an Ort und Stelle errichtet werden, ihr Bau hat erhebliche Auswirkungen auf die Geologie und Statik der angrenzenden Bereiche. Bauvorleistungen können verschiedene Formen annehmen. So können keine Fundamentgründungen im Bereich und keine Bebauung oberhalb der Tunneltrasse vorgesehen sein. Bei vorab erstellten Hochbauten sind besonders tiefe Fundamentgründungen noch tragfähig beim Tunnelbau, kraftableitende Fundamente reduzieren die Belastung im künftigen Tunnelquerschnitt.
Weiter ist die Gestaltung von unterirdischen Bauwerken als Brücken möglich. Beim Anlegen von mehrgeschossigem Tiefbau vermeidet das Anlegen von Tunnelteilstücken ein späteres Unterfahren des Baukomplexes. Bei einem Tunnel ist das Anschließen einer weiteren Röhre oder das Hinzufügen einer Abzweigung bei vorab gebautem Tunnelstutzen deutlich billiger und grundlegend ohne Verkehrsunterbrechung möglich.

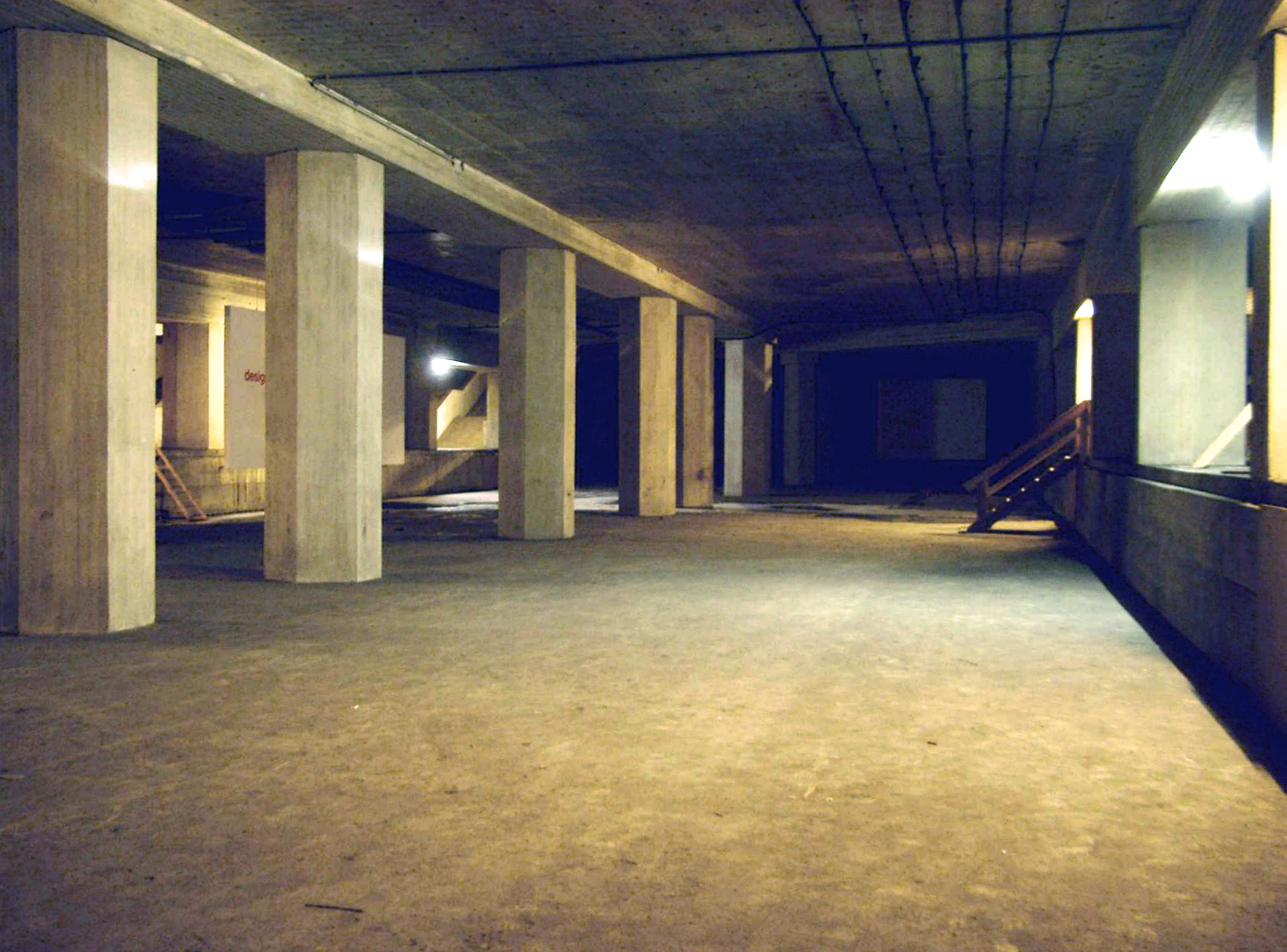
Bauvorleistung Bahnhofsteil in untersten Geschoss unter dem Hauptbahnhof Hannover
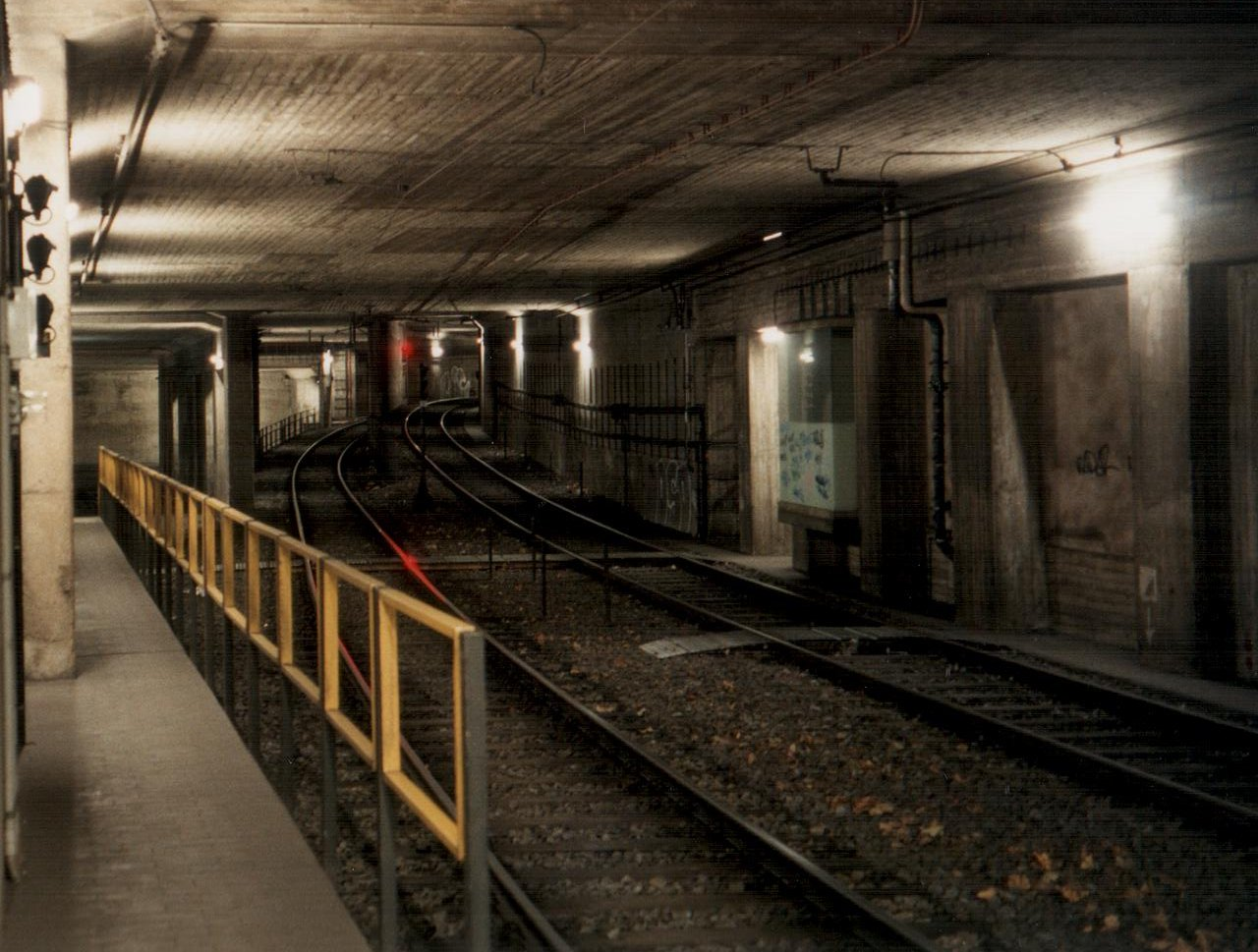
Tunnelstutzen der U-Bahn-Station Waterloo in Hannover
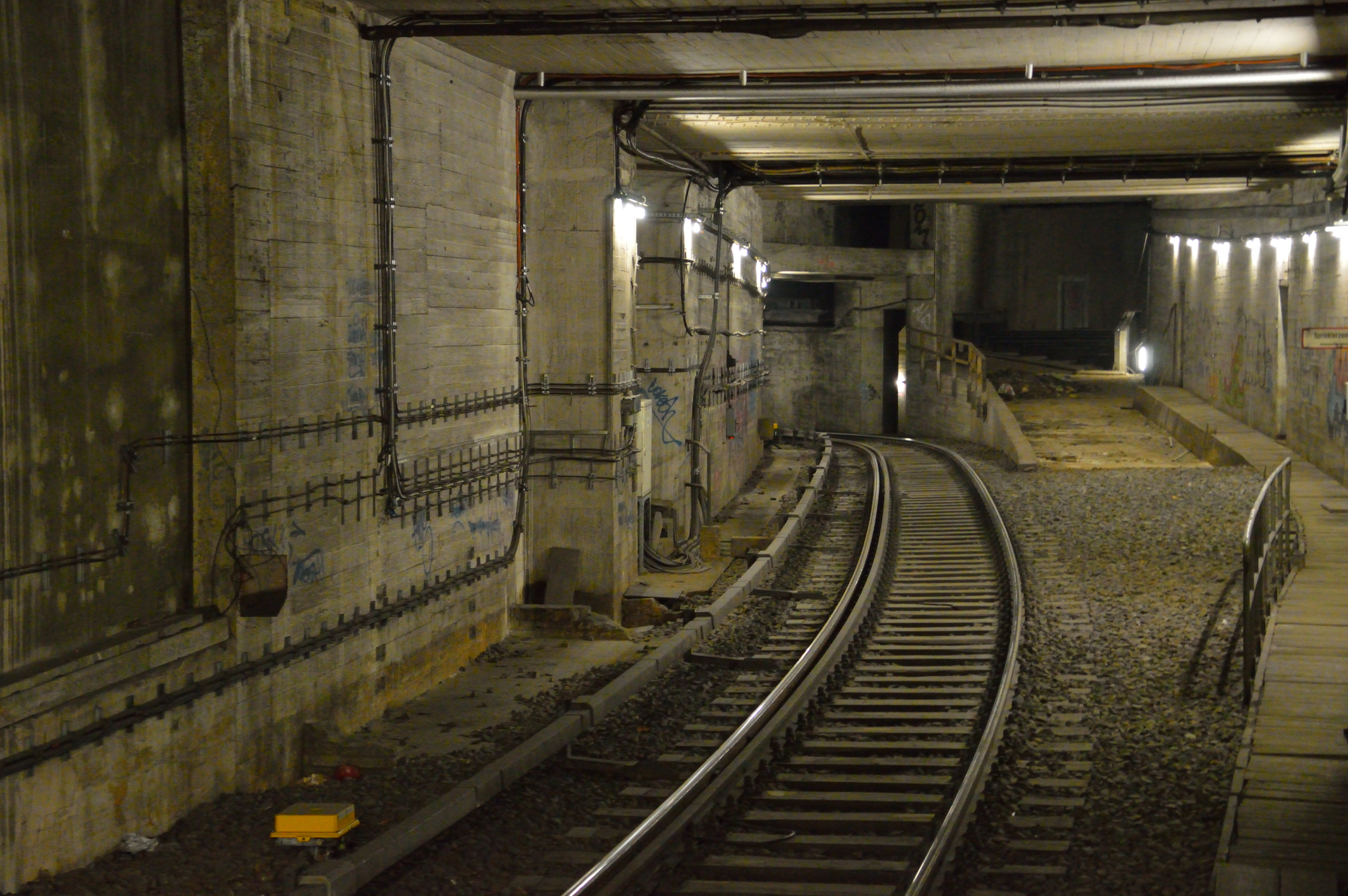
Vorbereitete Verzweigung am S-Bahnhof Potsdamer Platz
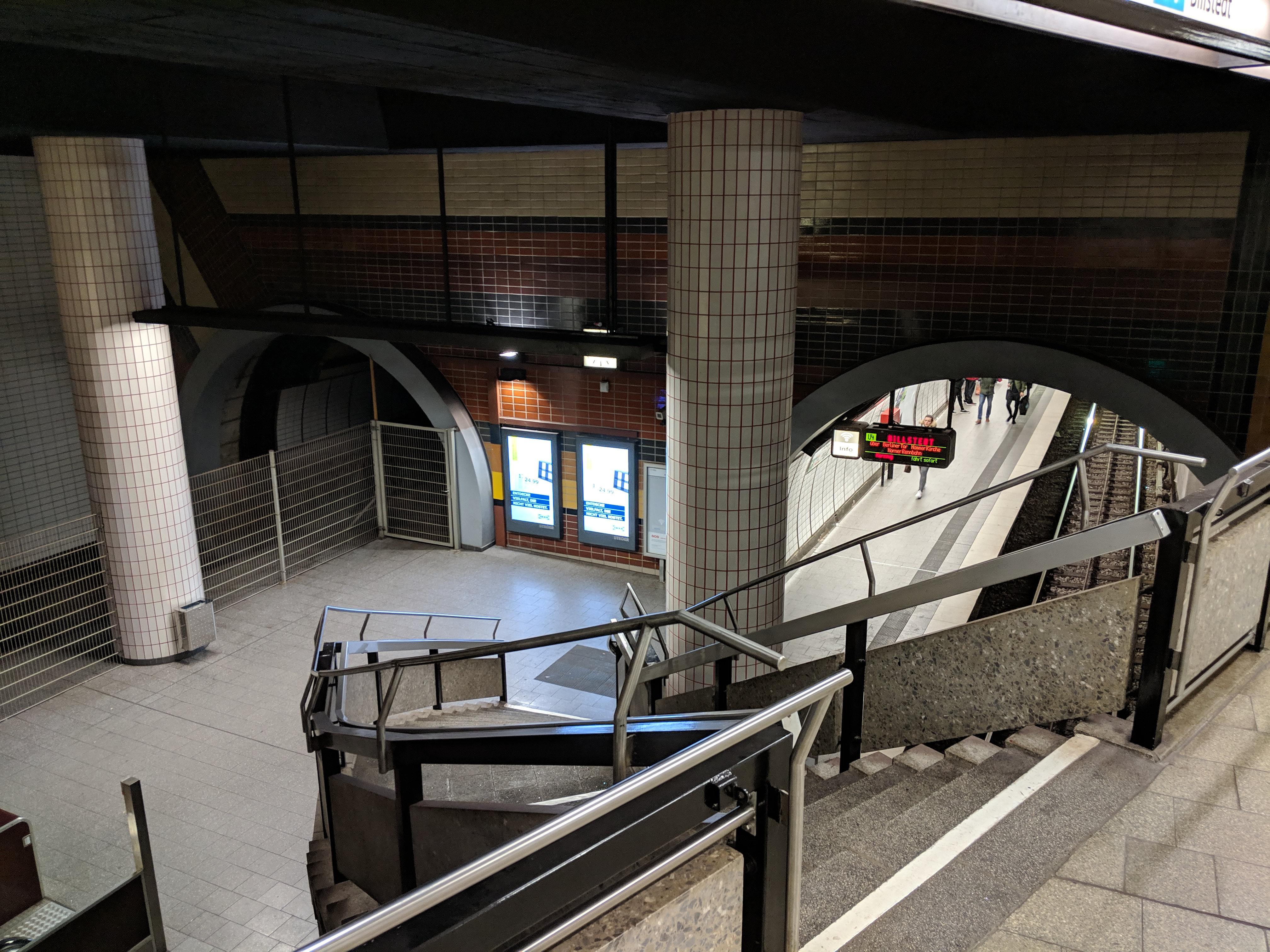
Nie in Betrieb genommene zusätzliche Röhren am U-Bahnhof Hauptbahnhof Nord in Hamburg

Ein generisches Beispiel ist der Bau von Rampenbauwerken zwischen U-Bahn-Strecke und Oberfläche als Rechteckkasten mit flachem Boden. Die mit Schotter aufgeschüttete Rampe muss bei einer Verlängerung nur ausgebaggert werden. Bei der Lötschbergbahn wurden Tunnel teilweise komplett zweigleisig angelegt, teilweise nur das Gewölbe für zwei Gleise vorgesehen, aber die Strosse nur für ein Gleis abgeräumt. Beim Lötschberg-Basistunnel sind für den optionalen kompletten Ausbau auf zwei Gleise schon Tunnelröhren und Tunnelstutzen gebaut.
Teilweise sind Bauvorleistungen auch im Design zu erkennen. Bei der U-Bahn Nürnberg war es ursprünglich vorgesehen, dass orangefarbene Kacheln an der Wand einen Umsteigebahnhof signalisieren. Diese wurden sowohl beim U-Bahnhof Nürnberg Hauptbahnhof und U-Bahnhof Plärrer, wo man 2021 von allen drei Linien der Nürnberger U-Bahn zueinander umsteigen kann, als auch beim U-Bahnhof Aufseßplatz und beim U-Bahnhof Friedrich-Ebert-Platz eingesetzt, obwohl diese derzeit nur von jeweils einer U-Bahn-Linie bedient werden. Bemerkenswert ist, dass dieses Designprinzip über fast vier Jahrzehnte beibehalten wurde – der Bahnhof Aufseßplatz ging 1975 in Betrieb, der Bahnhof Friedrich-Ebert-Platz erst 2011.
Bei U-Bahnen ist es nicht unüblich, einige hundert Meter Tunnel über das Ende einer Endstation hinaus zu bauen. Üblicherweise werden diese Tunnel dann auch mit Gleisen versehen. Diese dienen selbst wenn ein Weiterbau auf absehbare Zeit nicht geplant ist zum Beispiel als Kehranlage, Abstellmöglichkeit für Züge oder schlicht als Durchrutschweg.

## Freileitungen

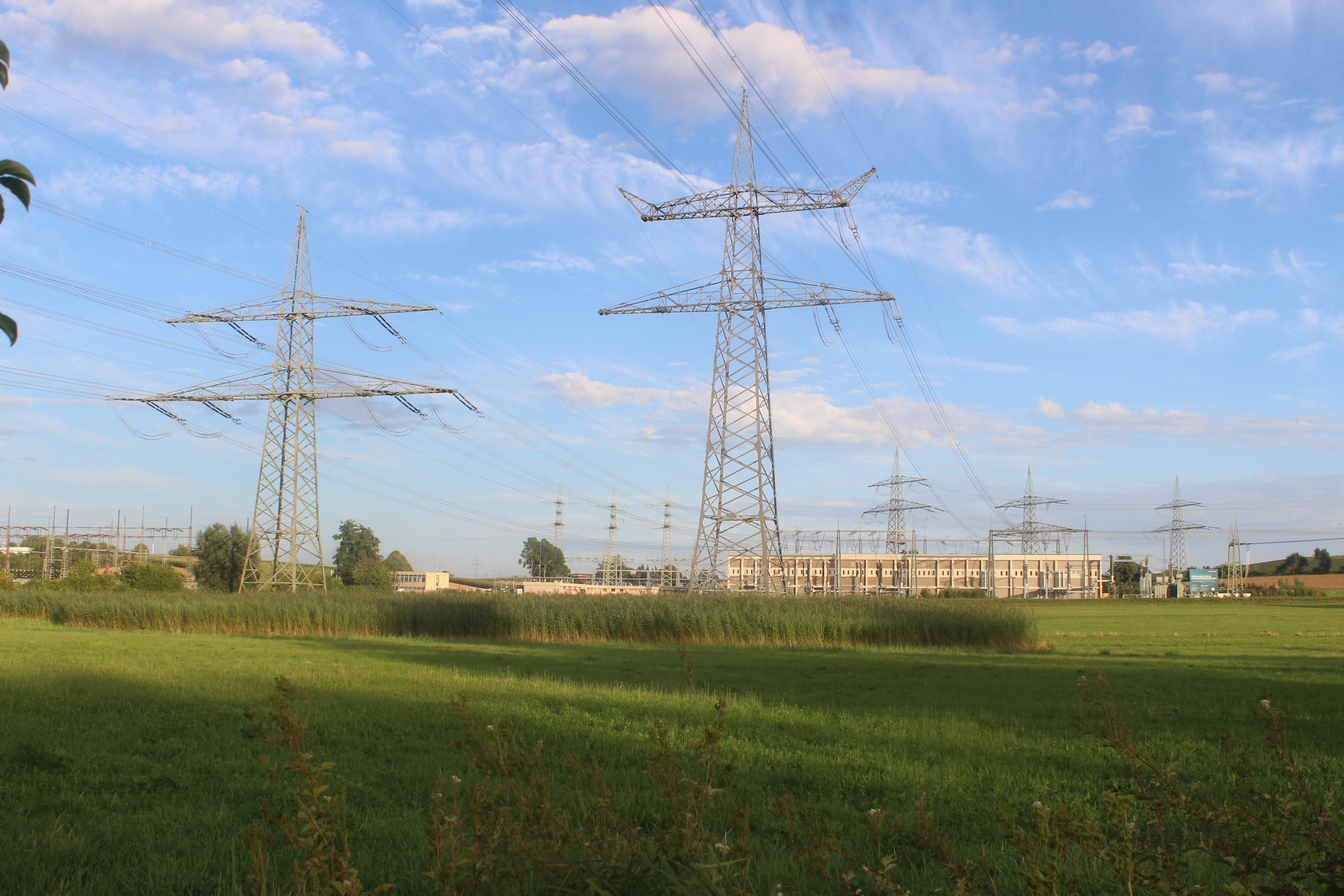
Freileitungsmast für die Aufnahme von sechs Leiterseilen, der jedoch nur drei trägt (rechts)

Auch beim Bau von Freileitungen können Bauvorleistungen erbracht werden. Dies ist vor allem in Gebieten sinnvoll, in denen es schwer möglich ist, die Rechte für den Bau von Freileitungstrassen zu erhalten. So ist es in Deutschland nicht unüblich, Freileitungsmaste für die Aufnahme von zwei Stromkreisen zu errichten, obwohl zuerst nur ein Stromkreis installiert wird. Es ist auch möglich, dass Maste nicht nur für eine spätere Montage, sondern auch für die kompletter Traversen vorgesehen sind. Eine andere Form der Bauvorleistung besteht darin, eine Leitung so zu bauen, dass sie zu einem späteren Zeitpunkt auf eine höhere Spannung umgestellt werden kann. Hierbei können die Isolatoren schon für die höhere Spannung ausgelegt sein.

## Sonstiges
- Als Negation einer Bauvorleistung blockierten die Pfeilergründungen der Verrazzano-Narrows-Brücke die Trasse einer teilweise schon gebauten U-Bahn-Linie.
- Weitgehend unerschlossen sind die erheblichen planungs- und vor allem auch haushaltsrechtlichen Aspekte der Bauvorleistung. Vor allem das haushaltsrechtliche Gebot der Sparsamkeit verlangt nach einer sorgsamen Abwägung zwischen Bauvorleistung(splanung) und Durchführung.
- Ökonomisch betrachtet stellen die Aufwendungen für Bauvorleistungen versunkene Kosten dar.
- Bei einem in Etappen geplanten Projekt kann vorhandenes Geld und Baulogistik zu vorab gebauten „Soda-Brücken“ führen; wird ein Projekt, für das Bauvorleistungen erbracht wurden, letztlich nicht realisiert, kann die Bauvorleistung zu einer Investitionsruine werden.
- Wenn Straßen aufgrund zum Beispiel von Kanalbauarbeiten ohnehin geöffnet werden, werden manchmal auch andere Arbeiten (Erneuerung der Fahrbahn, Verlegung von Straßenbahn-Gleisen o. ä.) vorgenommen, die andernfalls erst später realisiert worden wären. In Berlin wurde so eine Straßenbahntrasse ohne Verbindung zum restlichen Netz verlegt.[2]
- Teilweise werden Bauvorleistungen bei Bahnen auch als „Geisterbahnhof“ bezeichnet